# Ephraïm Katzir
 (mai 2025).
Si vous disposez d'ouvrages ou d'articles de référence ou si vous connaissez des sites web de qualité traitant du thème abordé ici, merci de compléter l'article en donnant les références utiles à sa vérifiabilité et en les liant à la section « Notes et références ».
Pour les articles homonymes, voir Katzir.
Ephraïm Katzir (en hébreu : אפרים קציר), né Ephraïm Katchalsky, le 16 mai 1916 à Kiev en Ukraine et mort le 30 mai 2009 à Rehovot, est un biologiste et homme politique israélien, qui est le quatrième président d'Israël du 24 mai 1973 au 29 mai 1978.

## Biographie
Ephraïm Katzir arrive en Palestine mandataire à l'âge de 9 ans, en 1925. En 1933, il fait ses études secondaires au lycée hébraïque Rehaviah de Jérusalem.
Dans sa jeunesse, il entre dans les rangs de la Hagana, le principal mouvement juif de défense armée en Palestine. Ensuite il prend part à la première guerre israélo-arabe comme commandant d'une unité de scientifiques, qui succède au "Corps scientifique" de la Haganah. Cet organisme est renommé Hemed (Hayl Mada, corps scientifique), ce qui signifie « douceur », en mai 1948. Ce corps était chargé, entre autres, de la guerre bactériologique. Il étudie la biochimie à l'université hébraïque de Jérusalem où il devient professeur en 1951. À partir de 1949, il travaille à l'Institut Weizmann des sciences à Rehovot. Il y dirige une unité, avec son frère, qui préparait des opérations de guerre biologique. Entre 1951 et 1973, il est le chef de la chaire de biophysique. Il se fait connaître internationalement pour ses recherches dans le domaine des polyaminoacides et des protéines.
En 1966, il est le premier Israélien à être reçu membre de l'Académie nationale des sciences des États-Unis. En 1977, il est aussi élu membre étranger de la Royal Society de Londres. De 1966 à 1968, il est le conseiller scientifique du ministre israélien de la Défense. Il est lauréat du prix Israël (1959), du prix Rothschild en sciences (1961), de la médaille d'or Linderstrom-Lang (en), du prix japonais (1985) pour ses recherches dans le domaine de la biotechnologie.
Il se trouve à l'université Harvard aux États-Unis quand le Parti travailliste, alors dirigé par Golda Meïr, lui propose de poser sa candidature pour la fonction de président de l'État. Il est élu par la Knesset, quatrième président d'Israël le 10 avril 1973 et prend ses fonctions le 24 mai suivant.
Les événements majeurs qui ont lieu pendant sa présidence sont la guerre du Kippour en 1973, le raid d'Entebbe en 1976, l'installation au pouvoir de la coalition nationaliste - libérale de Menahem Begin et la visite historique du président égyptien Anouar el-Sadate en Israël en novembre 1977. Il renonce à être réélu président de l'État à cause de la maladie de sa femme, Nina qui décède en 1986.
Son frère, le biophysicien Aharon Katzir, est mort lors du massacre de l'aéroport de Lod en 1972.